# Встанем
«Вста́нем» — песня российского исполнителя Shaman, выпущенная 23 февраля 2022 года. 4 ноября того же года была выпущена альтернативная версия трека, в которой, помимо Шамана, принял участие ещё ряд российских исполнителей.

## История
По словам исполнителя, идея написания песни «Встанем» у него возникла 2 января 2022 года: «Я сочинил её 2 января 2022 года, совершено неожиданно для себя. В таком стиле я никогда раньше не работал, но всё моё естество в тот момент кричало и диктовало немым криком текст этой песни».
23 февраля 2022 года, в День защитника Отечества, Shaman выпустил сингл «Встанем» и клип на него, а 11 марта композиция была выпущена на всех цифровых площадках.
В марте 2022 года песня прозвучала в Совете Федерации, под неё российские сенаторы почтили память российских солдат, погибших в ходе российского нападения на Украину.
26 июня 2022 года композиция была включена в прямом эфире передачи «Вести недели», ведущий программы Дмитрий Киселёв положительно оценил композицию, назвав её «культурным событием», и представил исполнителя фактически голосом российского нападения на Украину.
4 ноября 2022 года, в День народного единства, был выпущен новый клип на песню, в котором, помимо Шамана, приняли участие провластные звёзды эстрады, поддерживающие российское вторжение на Украину: Григорий Лепс, Олег Газманов, Николай Расторгуев, Александр Маршал, Стас Михайлов, Николай Басков, Сергей Лазарев, Ая из группы «Город 312», Виктория Дайнеко, Зара, Надежда Бабкина, Лариса Долина и Александр Ф. Скляр. Альтернативная версия трека с названными исполнителями вышла на цифровых площадках 16 декабря того же года.
27 июля 2023 года в Пхеньяне программа гала-концерта к 70-летию победы корейского народа в Отечественной освободительной войне включала песню «Встанем», исполненную молодой кореянкой на русском языке.

## Содержание
По изначальному замыслу, песня посвящена памяти героев Великой Отечественной войны. При этом, когда позднее был выпущен альтернативный клип, в описании было заявлено, что она посвящена всем, кто в разные времена спасал Родину от врага. Также в альтернативном клипе делается упор на современность, например, в клипе показана российская военная техника с символом российского вторжения на Украину.

## Реакция
Песню «Встанем» высоко оценили телеведущие Дмитрий Киселёв и Алексей Пиманов. Музыкальный критик Сергей Соседов заявил: «Композиция „Встанем“ — мощная и по своему качеству относит нас к пласту патриотических советских песен, которые пели Кобзон, Ротару и другие».
Журналист Лев Серебрянников назвал песню «гимном возрождения России». По его интерпретации, «композиция Shaman — не только дань прошлому. Ярослав Дронов обращается к будущему. Фраза „МЫ встанем“ передаёт энергию переосмысления старого уклада жизни, старых законов. Автор попал в точку, именно сейчас происходит та самая трансформация, и не только музыкальной сцены, но и всей страны».
В то же время, некоторые музыкальные критики и СМИ оценивают песню и клип как «пропагандистский». Так, «Новая газета. Европа» отмечает: «… мужскому населению страны предлагается дружно отправиться на убой. Об этом музыкальный клип Шамана „Встанем“, который предложил миллионной аудитории чёрный гламур смерти».
По мнению The Insider, песня «Встанем» стала символом войны на Украине. По мнению Meduza, она легитимизирует «текущий государственный нарратив, уподобляющий российско-украинскую войну Великой Отечественной». По мнению издания, клип на песню — «не признание в любви родным осинам, а незамутнённая, дистиллированная апология войны: лица проглотивших аршин певцов и певиц на экране сменяются танками и самолётами, выполняющими боевые задания на территории Украины».
Музыкальный журналист Александр Горбачёв отмечает, что «Встанем» — патриотический медляк про воевавших дедов в духе депутата Госдумы Дениса Майданова.
По мнению обозревателя Новой Газеты Вячеслава Половинко, «в песнях „Я русский“ и „Встанем“ патетика сменилась бесформенным пафосом, который, словно клейстер, заполняет всё пространство обывательского черепа».

## Чарты
В начале ноября 2022 года клип на песню достиг первого места в чарте YouTube Music. До конца февраля 2023 года клип на песню сохранялся в этом чарте на высоких позициях в течение 52 недель.

## Награды и рейтинги
- В апреле 2022 года песня получила награду премии Music Box Gold в номинации «Золотой хит»[22].
- В декабре 2022 года Shaman стал лауреатом телефестиваля «Песня года» как автор песни «Встанем»[23].
- В июне 2023 года за песню «Встанем» музыкант получил «Национальную премию интернет-контента» в номинации «Лучший музыкальный трек»[24].